# Ed Dancker
Edward Charles Dancker, detto Ed (Milwaukee, 14 marzo 1914 – Milwaukee, 3 ottobre 1991), è stato un cestista statunitense, professionista nella NBL.

## Palmarès
- Campione NBL (1943)
- 3 volte All-NBL First Team (1943, 1944, 1946)
- 2 volte All-NBL Second Team (1942, 1945)
- All Tournament Team WPBT (1939)